# 미라이 나가스
미라이 에일린 나가스(영어: Mirai Aileen Nagasu, 1993년 4월 16일 ~ )는 미국의 여자 피겨 스케이팅 선수이다. 일본계 이민 2세로, 일본 이름은 나가스 미라이(일본어: 長洲未来)이다.

## 기본정보
- 생년월일[1]: 1993년 4월 16일(31세)
- 키: 157 cm
- 가족: 부모님
- 학력: 캘리포니아주 아카디아 시 아카디아 고교 졸업
- 세계랭킹: 15위
- 소속사: IMG
- 코치: 카를린 웡
- 안무가: 로리 니콜
- 전지훈련지: 패서디나 피겨스케이팅클럽(Pasadena FSC)
- 취미: 독서, 요리, 쇼핑
- ISU 공인 개인 최고 기록
  - 쇼트프로그램: 73.40 (2016 CS 어텀 클래식)
  - 프리스케이팅: 137.53 (2018 평창 동계올림픽 단체전)
  - 총점: 194.95 (2017년 강릉 4대륙 선수권)

## 인물
미국 캘리포니아주 로스앤젤레스군에서 일본 출신 부모 사이에서 태어났다. 그의 부모는 로스앤젤레스 군에서 초밥 식당을 운영하고 있다. 그의 이름 미라이는 '미래(未来)'를 일본 한자음으로 읽은 것이다. 출생 당시 그는 미국에서 태어났으나 부모는 일본 국적 소지자였으므로, 그는 미국과 일본의 국적법에 따라 양 국가의 국적을 동시에 보유하게 되었다. 일본에서는 이중국적을 원칙적으로 불허하나 출생에 의해 이중국적 사유가 생겼을 경우 22세까지는 이중국적을 보유할 수 있도록 하고 있어, 현재도 그는 미국과 일본의 이중국적 소지자이다. 그러나 그는 미국 대표로 선발되는 등 미국 국적을 택할 것으로 알려져 있다. 집에서는 일본어도 사용하는 등 아직도 일본과의 관계도 유지하고 있다.

## 경력
2006-07시즌, 지역 예선에 통과하지 못하여 국제 무대 데뷔는 좌절되었다. 그러나 2007년 1월에 출전한 주니어 미국 선수권에서, 이미 2006 주니어 그랑프리 파이널 우승을 했던 강력한 우승 후보인 캐롤라인 장을 누르고 1위의 자리에 올랐다.
2007-08시즌, 14세가 되어 첫 국제무대 데뷔인 ISU 주니어 그랑프리 미국 대회에서 월등한 실력으로 1위를 차지했다. 쇼트 프로그램에는 김연아의 대표적인 기술이기도 한 이나바우어 + 더블악셀 점프를 붙여 사용하기도 했다. 두 번째로 출전한 주니어 그랑프리 크로아티아 대회에서도 1위를 차지하며 파이널 진출권을 획득했다. 파이널에서는 프리프로그램에서 다소 부진했으나 종합 우승을 차지했다. 이듬해 1월에 열린 미국 선수권(United States Figure Skating championships)에는 시니어로 참가했다. 나가스는 이 대회에서 처음으로 3회전 러츠+3회전 토룹 컴비네이션 점프를 성공시켰고 종합 190점대를 기록하며 미국 피겨 사상 최연소 우승자가 되었다. 2008년 3월에 개최된 주니어 세계 선수권에서는 쇼트프로그램에서 모든 점프를 성공시키며 65.07점의 점수를 얻었다. 이 점수는 주니어와 시니어를 통틀어 2007-08시즌 중 가장 높은 쇼트프로그램 점수였다. 그러나 프리프로그램에서는 가장 자신있는 레이백 스핀(등을 뒤로 젖혀 도는 스핀)에서 실수를 저질렀고 점프도 실패하면서 동메달에 그쳤다.
2008-09시즌, 15세의 나이로 처음으로 시니어 피겨그랑프리시리즈에 출전하게 되는데 나가스가 배정받은 대회는 스케이트 아메리카와 NHK 트로피이다. 첫 참가대회인 스케이트 아메리카에서는 쇼트 4위를 기록하여 좋은 출발을 보였고 프리에서 쇼트 5위였던 같은 미국대표인 레이첼 플랫에게 추월당해 김연아, 나카노 유카리, 안도 미키,레이첼 플랫에 이어 총점 5위를 기록하였다. 그랑프리 6차대회인 NHK트로피에서는 쇼트에서 8위, 프리에서 9위를 기록하여 합계 8위를 기록하였다.
2009-10시즌, 더욱 성장하여 두 차례 그랑프리 대회에서 각각 4위와 5위를 하였다. 이에 따라 2010년 시니어로 올라온 선수 중에서 기대받는 선수 중 한 명으로 각광받았다. 2010년 1월, 전미 선수권 대회에서 레이철 플랫에 이어 2위를 하여 동계 올림픽과 세계 선수권 대회 참가 자격을 얻었다. 올림픽 경기에서는 4위에 오르며 큰 돌풍을 일으켰다. 뒤이어 벌어진 세계 선수권 대회에서는 쇼트에서 1위에 오르며 큰 주목을 받았으나, 프리에서 몇 차례의 실수로 11위로 처져 합계 7위를 기록했다.

## 스케이팅 기술

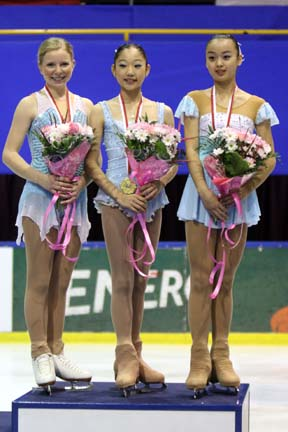
2007 주니어 그랑프리 파이널 시상식(가운데가 나가스).

- 미라이 나가스는 2008년 미국 선수권에서 처음으로 3회전 러츠 + 3회전 토룹의 컴비네이션 점프 및 착지에 성공하였다. 그러나 국제빙상연맹(ISU)의 공인 대회에서는 3러츠+3토룹 점프를 성공하지 못하고 있다.

- 이나바우어를 한 후 3회전 살코 점프를 뛸 수 있으며, 2007-08시즌부터는 '이나바우어 상태에서 더블악셀 점프'를 하고 있다.

- 나가스는 3회전 러츠 점프의 도약 방법이 잘못되었다는 지적을 받고 있다. 올바른 러츠 점프는 스케이트의 바깥쪽 엣지로 도약하여 점프를 해야 하지만, 나가스는 점프 직전에 스케이트의 안쪽 엣지로 바꾸고 점프를 하여 플러츠(Flutz)점프가 된다.[2] 그러나 2007년 5월, 국제빙상연맹(ISU)에서 강화된 규칙에서는 이러한 잘못된 점프를 엄격하게 단속한다는 규정이 수록되어, 2007-08시즌부터는 잘못된 에지의 러츠 점프에 감점을 받고 있다. 이로 인해, 2007-08시즌에서는 주니어 세계 선수권에서 '잘못된 점프 도약' 판정을 받았다.

- 스핀과 스파이럴에서는 특유의 유연성을 내세운 아름다운 포지션을 선보이고 있으며, 대부분 레벨 4의 최고득점을 기록하고 있고 가산점 역시 상당히 높은 편이다.

## 프로그램
| 시즌  | 쇼트 프로그램                                  | 프리 프로그램                               | 갈라쇼                                                                       |
| ----- | ---------------------------------------------- | ------------------------------------------- | ---------------------------------------------------------------------------- |
| 08-09 | Pirates of the Caribbean - 캐리비안의 해적 OST | 카르멘(Carmen) - 조르주 비제(Georges Bizet) | 미정                                                                         |
| 07-08 | I Got Rhythm - 조지 거쉰                       | 코펠리아 - 레오 드리브                      | A Dream Is A Wish Your Heart Makes - Circle of Stars Don't Stop Me Now" - 퀸 |
| 06-07 | Shout and Feel It - 베니 굿맨                  | American Quartet - 드보르자크               | A Dream Is A Wish Your Heart Makes - Circle of Stars                         |

## 주요 대회 출전 경력
| 대회/시즌                  | 2006-2007 | 2007-2008 | 2008-2009 | 2009-2010 |
| -------------------------- | --------- | --------- | --------- | --------- |
| 동계 올림픽                |           |           |           | 4         |
| 세계 선수권                |           |           |           | 7         |
| 미국 선수권                | 1 J.      | 1         | 5         | 2         |
| 컵 오브 차이나             |           |           |           | 5         |
| 스케이트 캐나다            |           |           |           | 4         |
| NHK 트로피                 |           |           | 8         |           |
| 스케이트 아메리카          |           |           | 5         |           |
| 주니어 세계선수권          | 2         | 3         |           |           |
| 주니어 그랑프리 파이널     |           | 1         |           |           |
| 주니어 그랑프리 크로아티아 |           | 1         |           |           |
| 주니어 그랑프리 미국       |           | 1         |           |           |

- J. = 주니어(13세 이상)

## 같이 보기
- 김연아
- 윤예지
- 안도 미키
- 아사다 마오
- 캐롤라인 장
- 조아니 로셰트
- 카롤리나 코스트너